# Odontopyge accincta
Odontopyge accincta är en mångfotingart som beskrevs av Carl Oscar von Porat 1894. Odontopyge accincta ingår i släktet Odontopyge och familjen Odontopygidae. Inga underarter finns listade i Catalogue of Life.